# Younger (3.ª temporada)
A terceira temporada da série de televisão americana de comédia dramática Younger, baseada no livro de Pamela Redmond Satran de mesmo nome, criado e produzido por Darren Star. A série é estrelada por Sutton Foster como a protagonista, com Debi Mazar, Miriam Shor, Nico Tortorella, Hilary Duff, Molly Bernard e Peter Hermann co-estrelando outros papéis principais. O piloto foi escolhido para uma série em abril de 2014, com um pedido de 12 episódios. A primeira temporada consistiu em 12 episódios, estreando em 31 de março de 2015 às 10 da noite, horário do leste. A terceira temporada começou a ser exibida em 28 de setembro de 2016 às 22h.

## Elenco e personagens

### Principal
- Sutton Foster como Liza Miller
- Debi Mazar como Maggie Amato
- Miriam Shor como Diana Trout
- Nico Tortorella como Josh
- Peter Hermann como Charles Brooks
- Molly Bernard como Lauren Heller
- Hilary Duff como Kelsey Peters

### Recorrente
- Dan Amboyer como Thad Weber/Chad Weber
- Tessa Albertson como Caitlin Miller
- India de Beaufort como Radha
- Noah Robbins como Bryce Reiger
- Michael Urie como Redmond
- Ben Rappaport como Max Horowitz
- Sally Pressman como Malkie
- Jay Wilkison como Colin McNichol
- Mather Zickel como o Dr. Richard Caldwell

### Convidados
- Camryn Manheim como a Dra. Jane Wray
- Krysta Rodriguez como Kim
- Richard Masur como Edward L.L. Moore
- Heidi Armbruster como Michelle
- Paul Fitzgerald como David Taylor

## Episódios
| Nº | # | Título                  | Direção         | Escritor (es) | Datas de exibição      | Audiência EUA (em milhões) |
| --- | - | ----------------------- | --------------- | ------------- | ---------------------- | -------------------------- |
| 25 | 1 | "A Kiss is Just A Kiss" | Steven Tsuchida | Darren Star   | 28 de setembro de 2016 | 1.04                       |
| Liza deixa Caitlin na faculdade e conhece o colega de quarto de Caitlin e seus pais. Charles estende um convite para jantar aberto para Liza, dizendo basicamente "apareça se você realmente quiser". Liza se veste e chega à porta da frente do restaurante, mas vê os pais da colega de quarto de Caitlin conversando com Charles, fazendo com que ela diga a Charles, por meio de um texto, que ela não pode comparecer. |   |                         |                 |               |                        |                            |